# Kematen in Tirol

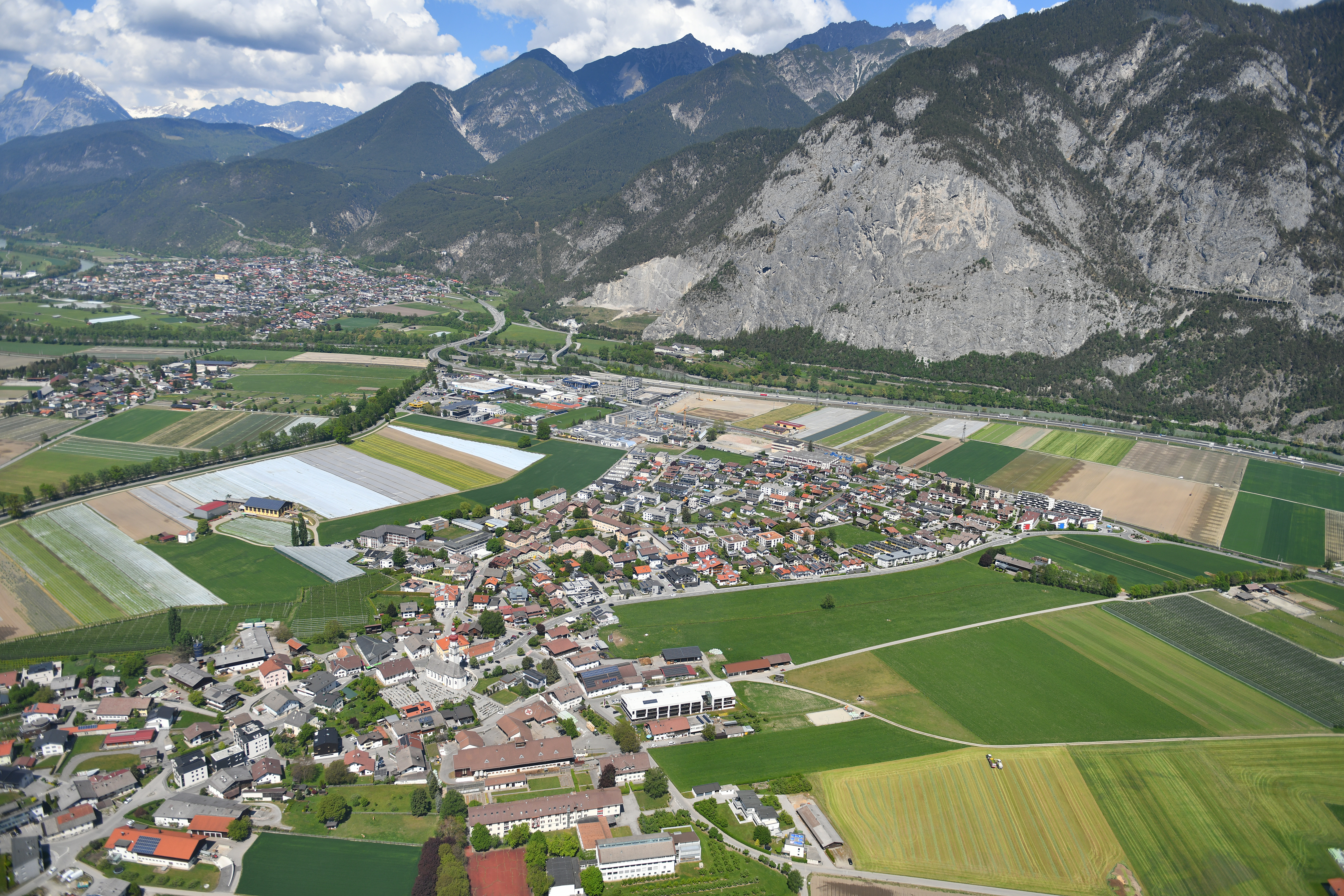
Luftaufnahme von Kematen, hinten Martinswand in Zirl

Kematen in Tirol ist eine Gemeinde mit 3304 Einwohnern (Stand 1. Jänner 2024) im Bezirk Innsbruck-Land in Tirol (Österreich). Die Gemeinde liegt im Gerichtsbezirk Innsbruck.

## Geografie
Kematen liegt im Inntal, an der Mündung der Melach (aus dem Sellraintal) in den Inn. Das Gemeindegebiet liegt hauptsächlich auf dem Schwemmkegel der Melach südlich des Inns. Inn und Melach bilden die nördliche und westliche Gemeindegrenze. Hier liegt die geografische (weniger die kulturelle) Grenze zwischen Oberinntal und Unterinntal.
Im östlich des Hauptortes etwas abseits gelegenen Ortsteil Afling ist der alte Baubestand fast vollständig erhalten.
Die Gemeinde hat eine Fläche von 6,99 Quadratkilometer. Davon sind 57 Prozent landwirtschaftliche Nutzfläche und 20 Prozent Wald.

### Gemeindegliederung
Das Gemeindegebiet umfasst folgende zwei Ortschaften (in Klammern Einwohnerzahl Stand 1. Jänner 2024):
- Afling (76)
- Kematen in Tirol (3228)

Die Gemeinde besteht aus der einzigen Katastralgemeinde Kematen.

### Nachbargemeinden
|              | Zirl                                        |         |
| Unterperfuss | Kompassrose, die auf Nachbargemeinden zeigt | Völs    |
| Grinzens     | Axams                                       | Birgitz |

## Geschichte

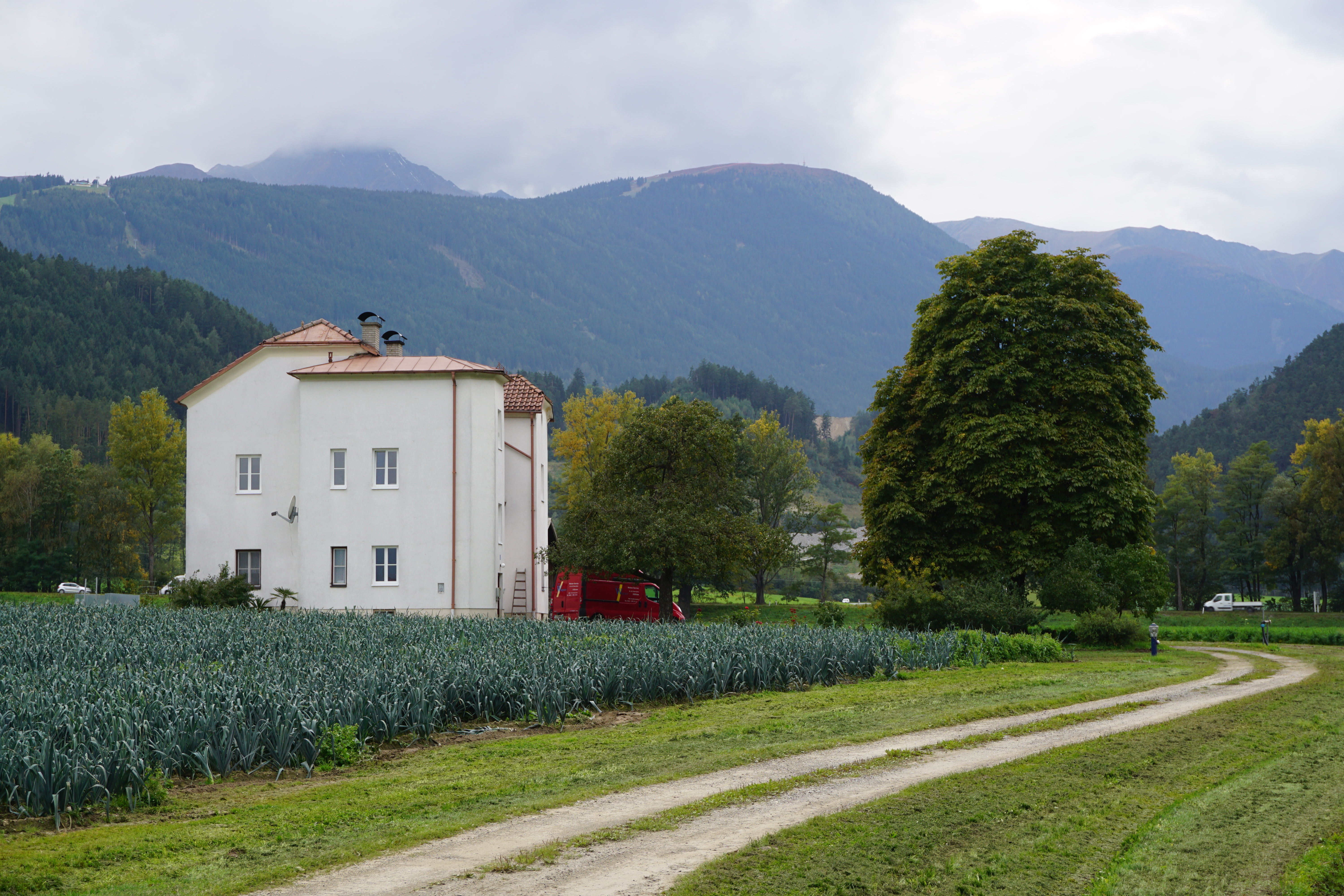
Ansitz Burghof, erstmals 1242 als „castrum Chemenaten“ erwähnt

Der Ortsname Kematen geht wahrscheinlich auf lat. „Caminata“ zurück, was „geheiztes Gemach“ bedeutet. Erstmals urkundlich wird der Ort um 1143 als „Kemenatin“ in Aufzeichnungen des von den Grafen von Dießen-Andechs begründeten Stifts Dießen genannt. Auch das Stift Wilten war in Kematen begütert.
Einer scherzhaften Deutung nach soll der Ortsname Kematen von einem Ausspruch Maximilian I. stammen, als er sich in der nahe gelegenen Martinswand verstiegen hatte, und auf Rettung hoffte: Wenn sie decht lei kematen (= kommen würden).
In Kematen ist, mit Ausnahme des Kellergewölbes des alten Widums, kein Gebäude älter als 300 Jahre, da 1703 die aus Innsbruck vertriebenen Bayern im Zuge des Spanischen Erbfolgekrieges (siehe auch Bayrischer Rummel) das Gebiet um Kematen und Zirl plünderten und brandschatzten.
In der NS-Zeit wurden bis zu 2.000 Zwangsarbeiter in Kematen beschäftigt, meistens für Messerschmitt GmbH unter SA- und NS-Mitglied Walter Waizer, der 1947 wegen Hochverrat verurteilt wurde.

### Bevölkerungsentwicklung
EinwohnerJahr5001000150020002500300035001860189019201950198020102040EinwohnerEinwohnerentwicklung von Kematen in Tirol

## Kultur und Sehenswürdigkeiten
- Katholische Pfarrkirche Kematen in Tirol Hll. Viktor und Maria Magdalena: Die Pfarrkirche stammt im Kern aus dem 13.–14. Jahrhundert, wurde um 1750 barockisiert und erhielt 1872 eine neue Ausstattung.
- Frei stehende Kornkästen, die im 14. Jahrhundert zur Aufbewahrung des Zehent errichtet wurden, sind noch vorhanden.

## Wirtschaft und Infrastruktur

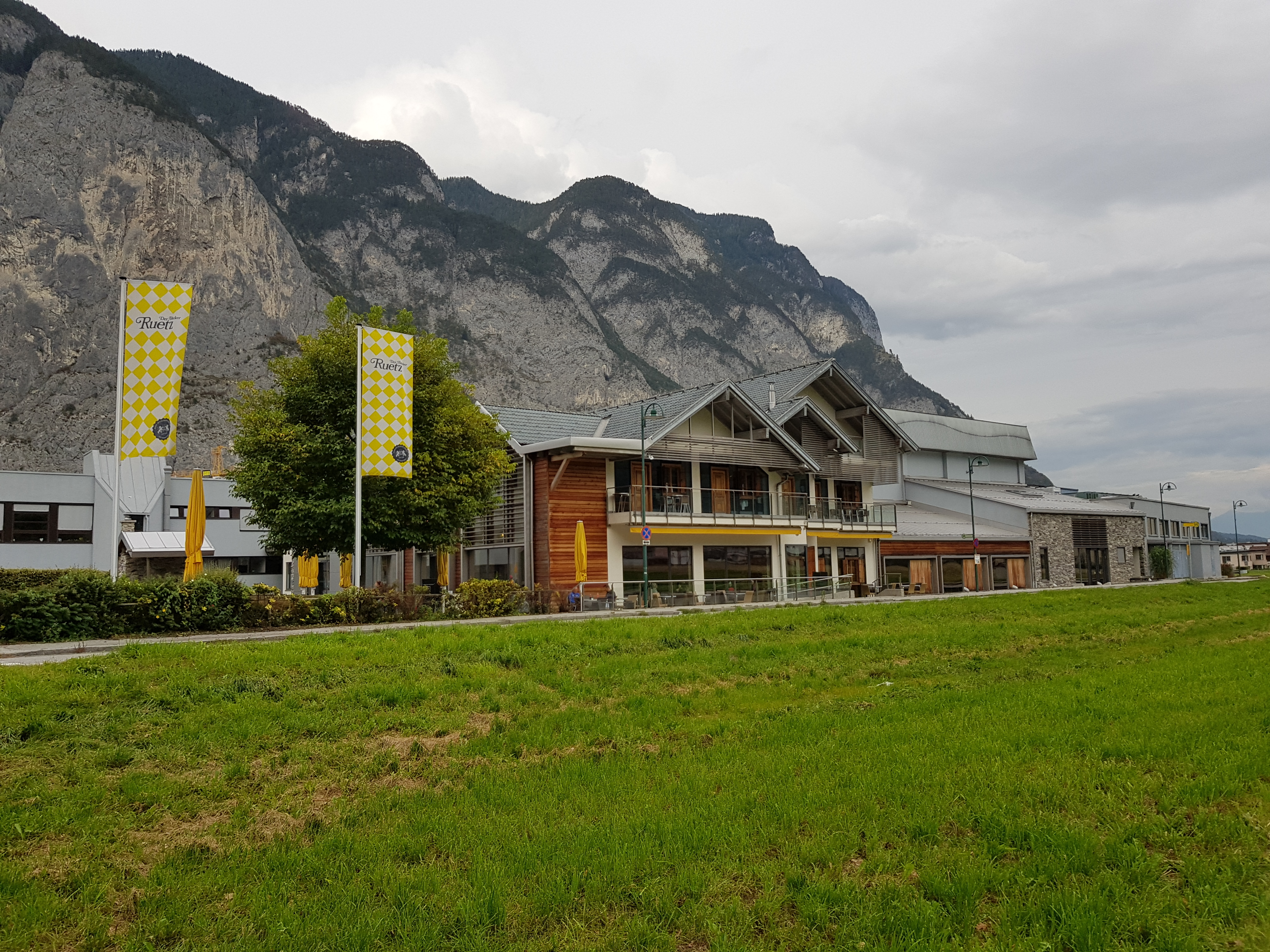
Großbäckerei Ruetz in Kematen

Kematen fungiert auch als Wohnvorort der östlich gelegenen Landeshauptstadt Innsbruck.
Wirtschaftlich bedeutend ist neben verschiedenen Gewerbebetrieben, die vorwiegend in Bahnhofsnähe angesiedelt sind, eine Großbäckerei (Bäcker Ruetz). Ferner siedelte hier noch der Kosmetikproduzent TUNAP Cosmetics (früher: Kemacos Full Filling Service) an, der sich als universeller Auftragshersteller von Private-Label-Produkten versteht.

### Verkehr

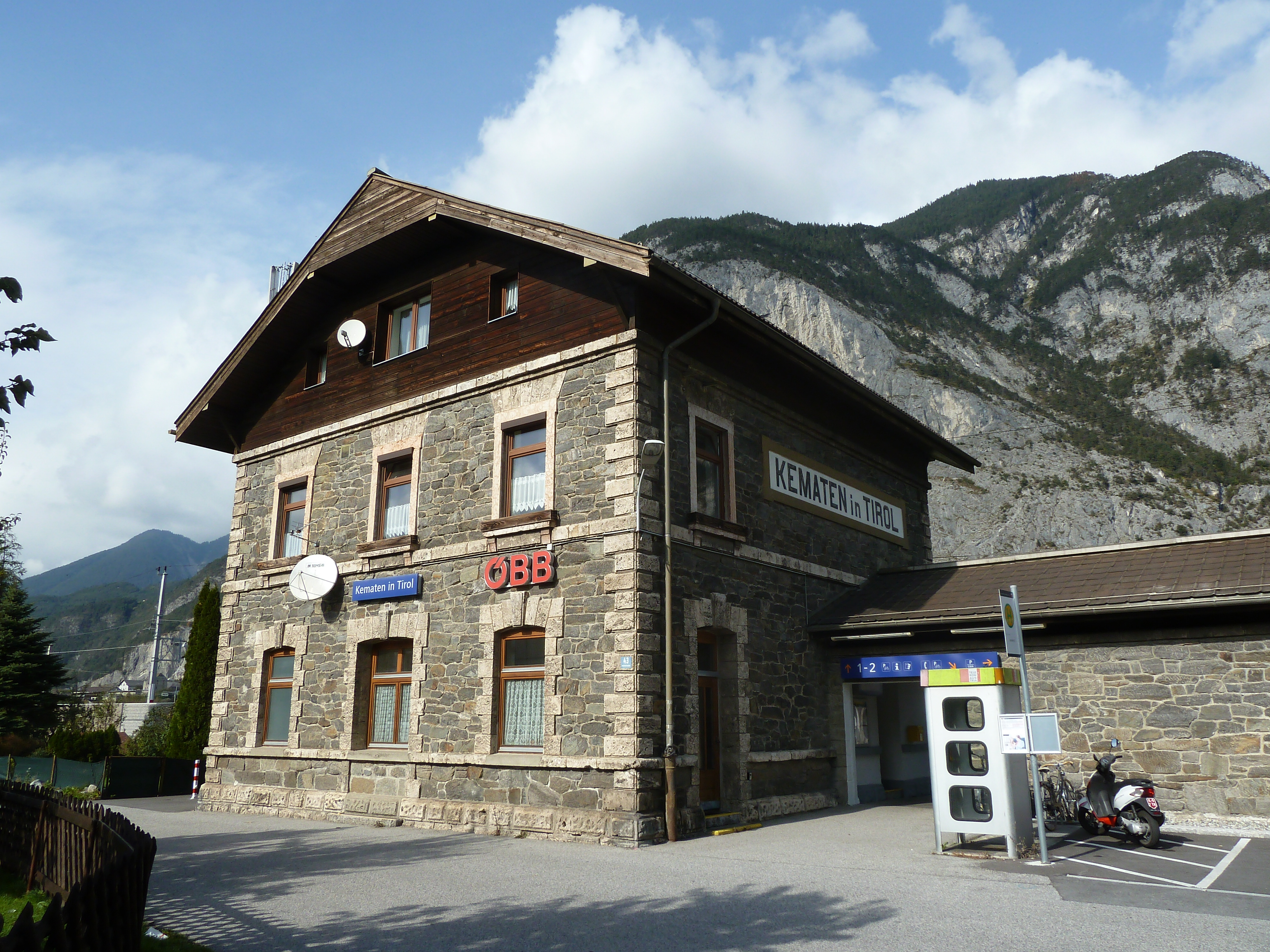
Bahnhof Kematen

- Straße: Kematen hat Anschluss an die Inntal Autobahn mit der Ausfahrt Zirl-Ost und ist durch die Landesstraßen L 11 (Völser Straße) und L 13 (Sellraintalstraße) erschlossen.
- Bahn: Im Bahnhof Kematen in Tirol an der Arlbergbahn halten die Linien S4 und S5 der S-Bahn Tirol.

### Bildung
- In Kematen befand sich bis 2020 eine Höhere Lehranstalt für Hauswirtschaft und Landwirtschaft.[6] Derzeit befinden sich eine Volksschule, eine Mittelschule, eine Polytechnische Schule und eine Landesmusikschule in der Gemeinde (Stand 2021).[7]

## Politik

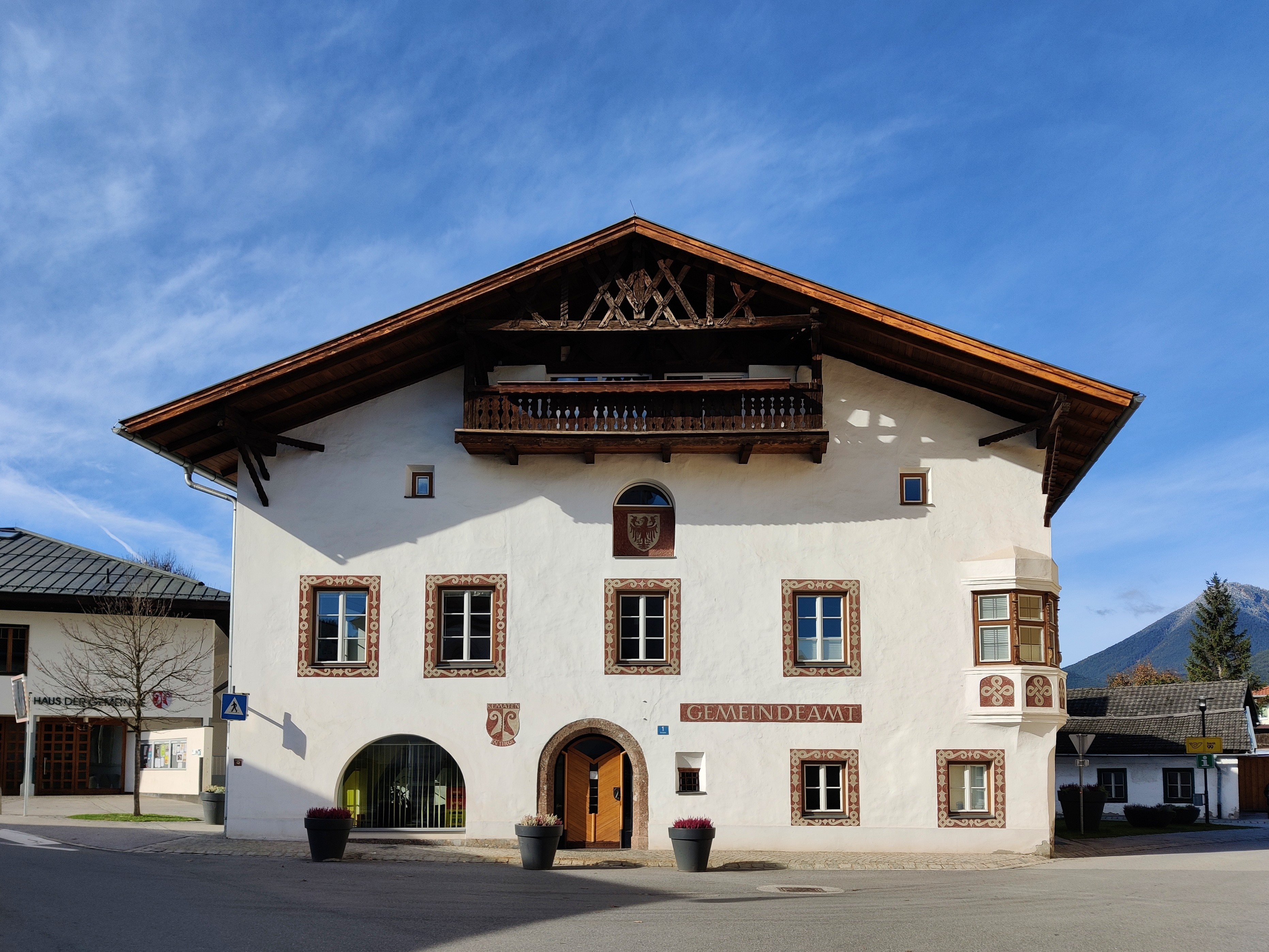
Gemeindeamt Kematen

### Gemeinderat
Der Gemeinderat hat 15 Mitglieder.
- Mit den Gemeinderats- und Bürgermeisterwahlen in Tirol 1998 hatte der Gemeinderat folgende Verteilung: 8 Bürgermeisterliste Horst Unterpertinger - Wir Kemater in der Volkspartei (ÖVP), 3 SPÖ, 2 FPÖ und 2 Bürgerliste Kematen 2000.[8]
- Mit den Gemeinderats- und Bürgermeisterwahlen in Tirol 2004 hatte der Gemeinderat folgende Verteilung: 9 Bürgermeisterliste Horst Unterpertinger - Wir Kemater in der Volkspartei (ÖVP), 3 SPÖ und 3 Bürgerliste Kematen 2000.[9]
- Mit den Gemeinderats- und Bürgermeisterwahlen in Tirol 2010 hatte der Gemeinderat folgende Verteilung: 7 Unser Kematen (ÖVP), 3 Gemeinsam Unabhängig für Kematen, 2 SPÖ und 2 Liste Unabhängiges Kematen - Martin Schaffenrath.[10]
- Mit den Gemeinderats- und Bürgermeisterwahlen in Tirol 2016 hatte der Gemeinderat folgende Verteilung: 9 Unser Kematen (ÖVP), 4 Gemeinsam Unabhängig für Kematen, 1 GRÜNE und 1 SPÖ.[11]
- Mit den Gemeinderats- und Bürgermeisterwahlen in Tirol 2022 hat der Gemeinderat folgende Verteilung: 7 Unser Kematen (ÖVP), 3 Gemeinsam Unabhängig für Kematen, 3 Team Kematen Ein Dorf. Ein Team, 1 MFG Menschen Freiheit Grundrechte und 1 SPÖ.[12]

### Bürgermeister
- Anton Raitmair
- Rudolf Ostermann
- 1999–2010 Horst Unterpertinger (ÖVP)[13]
- 2010–2022 Rudolf Häusler
- seit 2022 Klaus Gritsch

### Wappen
Blasonierung: Einen von Rot und Silber gespaltenen Schild, in welchem in verwechselten Farben zwei gegeneinander gekehrte und nach außen gekrümmte Widderhörner dargestellt sind.
Das Gemeindewappen wurde 1971 von der Tiroler Landesregierung verliehen. Es ist ursprünglich das Wappen der Herren von Liebenberg, die im Mittelalter den Ansitz Burghof innehatten.

## Persönlichkeiten

### Ehrenbürger der Gemeinde
- Jahr: Josef Hörtnagl[16]
- Jahr: Albert Nöbl
- Jahr: Rudolf Ostermann, Altbürgermeister
- Jahr: Alois Partl, Altlandeshauptmann
- Jahr: Anton Raitmair, Altbürgermeister
- 2012: Horst Unterpertinger, Altbürgermeister[17]
- 2024: Rudolf Häusler, Altbürgermeister[18]

### Söhne und Töchter der Gemeinde
- Alois Partl (* 1929), Landeshauptmann
- Werner Matt (1942–2022), Koch